# 約書華·布雷內特
約書華·本傑明·布雷內特（荷蘭語：Joshua Benjamin Brenet；1994年3月20日—），荷蘭足球運動員，司職中後衛，現效力於卡塔爾星級足球聯賽球會艾雷恩。庫拉索國家足球隊成員。

## 俱樂部生涯
布雷內特出自PSV燕豪芬青訓，2018年夏天加盟賀芬咸，不過本賽季布雷內特在霍芬海姆沒有得到出場機會，德甲賽場沒有出場。
德甲球會賀芬咸官方宣佈，球隊的邊後衛布雷內特租借加盟荷甲球會維迪斯至賽季末。

## 外部連結
- 約書華·布雷內特在 National-Football-Teams.com 上的出场纪录
- worldfootball.net：約書華·布雷內特之統計數據 （英文）
- Voetbal International profile （页面存档备份，存于） （荷蘭語）
- Netherlands U21 stats at OnsOranje，存档于（存檔日期 2016-03-04）